# Транскаспійський газогін
Транскаспійський газогін — пропонований газогін по дну Каспійського моря з Туркменістану (Туркменбаші) до Азербайджану (Баку). Є також пропозиції до газогону приєднати Тенгізьке родовище в Казахстані Сенс проєкту — транспортувати природний газ з Казахстану і Туркменістану до Центральної Європи, в обхід Росії та Ірану.

## Історія

### Кінець 1990-х років
Проєкт імпортувати природний газ з Туркменістану підводним газогоном було запропоновано в 1996 році Сполученими Штатами. У лютому 1999 року уряд Туркменістану уклав угоду з General Electric і Bechtel Group що до техніко-економічного обґрунтування пропонованого газогону У 1999 році під час саміту Організації економічного співробітництва та розвитку в Стамбулі, Туреччина, Грузія, Азербайджан і Туркменістан підписали низку угод, пов'язаних з будівництвом газогону Але, через протидію Росії та Ірану, не вирішених судових позовів з розмежування акваторії та шельфу Каспійського моря, початок видобутку газу на азербайджанському родовищі Шах-Деніз, проєкт підводного газогону був відкладений влітку 2000 року, реалізовано було тільки проєкт Південно-Кавказького газогону

### 2006-2007
У січні 2006 року в результаті газової суперечки між Росією і Україною, інтерес до проєкту Транскаспійського газогону реанімувався 11 січня 2006, прем'єр-міністр Азербайджану Артур Расі-заде запропонував своєму казахстанському колезі Данилу Ахметову, транспортувати казахстанський газ Південно-Кавказьким газогоном до Туреччини, а звідти до європейського ринку. У березні 2006 року президент Туркменістану Сапармурат Ніязов оголосив про свій намір відновити можливі переговори по газогону.  У травні 2006 року, під час свого візиту до Казахстану, єврокомісар з енергетики Андріс Пієбалгс заявляв підтримку ЄС будівництва Транскаспійського газогону. Міністр енергетики і промисловості Азербайджану Натиг Алієв, звертаючись до міжнародної енергетичної конференції в Баку, підкреслив переваги транскаспійського газогону для диверсифікації поставок і стримування цін З іншого боку, російський міністр промисловість і енергетики Віктор Христенко зазначив, що існуючі технічні, юридичні, екологічні та інші ризики, пов'язані з транскаспійським проєктом настільки великі, що було б неможливо знайти інвестора, якщо немає політичної підтримки проєкту. 12 травня 2007 був підписаний договір між Росією, Казахстаном і Туркменістаном, який передбачає середньоазійського газу на експорт до Європи через модернізовану і розширену систему газогонів Середня Азія-Центр. Це було розцінено як скасування реалізації Транскаспійського газогону, хоча президент Туркменістану Гурбангули Бердимухамедов заявив, що Транскаспійський проєкт газогону не буде скасовано

### 2008
4 вересня 2008, заступник міністра закордонних справ Ірану Мехті Сафарі підтвердив, що Тегеран виступає проти будівництва будь-яких підводних трубопроводів на Каспії через екологічні проблеми Проте 22 грудня 2008 року в австрійська OMV і німецька RWE, що є партнерами в Nabucco Gas Pipeline International GmbH, оголосили, що вони створюють спільне підприємство під назвою Caspian Energy Company, що мають на меті проводити розвідку для газогону через Каспійське море, який має з'єднатися з газогоном Nabucco. Ґрунтуючись на результатах геологорозвідувальних компанія планує побудувати і експлуатувати газотранспортну систему через Каспійське море

### 2011-2012
12 вересня 2011, ЄС Рада міністрів закордонних справ погодилися дати мандат на ведення переговорів з Європейською комісією для переговорів з Азербайджаном і Туркменістаном щодо Транскаспійського газогону3 вересня 2012, після зустрічі з комісаром ЄС з енергетики Гюнтер Еттінгером, міністр енергетики Туреччини Танер Їлдиз заявив, що Туреччина буде купувати газ у Туркменістану через Транскаспійський газогін

## Опис
Проєктна потужність газогону складає 30 млрд м³ природного газу на рік з кошторисною вартістю $5 млрд У Баку, газогін має з'єднатися з Південно-Кавказьким газогоном (Баку-Тбілісі-Ерзурум газогін), а також із запланованим Трансанатолійським газогоном Техніко-економічне обґрунтування проєкту, фінансованого США здійснюється Granherne, дочірня компанія KBR 